# Ними (река)
Ними — река в Тугуро-Чумиканском районе Хабаровского края, правый приток Уды. Длина — 112 км, площадь водосборного бассейна — 2420 км².

## География
Река стекает со склонов Тайканского хребта на юге Тугуро-Чумиканского района, на высоте более 863 м над уровнем моря. Преимущественно течёт на север и северо-запад, сначала по межгорной долине, затем выходит на равнину, покрытую лиственницей, местами — кустарником и болотной растительностью. В низовьях протекает к западу от озера Бокон. Перед устьем разделяется на несколько проток. Впадает в Уду на абсолютной высоте менее 62 м над уровнем моря, ниже впадения Галама, к западу от села Удское. Ширина основного русла перед впадением составляет 70 м при глубине 1,2 м. Скорость течения в низовьях — 1.8 м/с. 

## Основные притоки
Указаны поименованные притоки длиной 20 км и более
| Название  | Расстояние от устья | Длина | Положение |
| --------- | ------------------- | ----- | --------- |
| Ир        | 31                  | 66    | левый     |
| Кастумуст | 40                  | 23    | правый    |
| Илиурэк   | 62                  | 30    | правый    |
| Карыэлак  | 76                  | 26    | правый    |
| Лапкалак  | 81                  | 29    | правый    |

## Данные водного реестра
По данным государственного водного реестра России и геоинформационной системы водохозяйственного районирования территории РФ, подготовленной Федеральным агентством водных ресурсов:
- Бассейновый округ — Амурский
- Речной бассейн — Уда
- Речной подбассейн — нет
- Водохозяйственный участок — Уда
- Код объекта в государственном водном реестре — 20020000112119000162857[3]